# Échevis
Échevis ist eine Gemeinde im französischen Département Drôme in der Region Auvergne-Rhône-Alpes (vor 2016 Rhône-Alpes). Sie gehört zum Kanton Vercors-Monts du Matin und zum Arrondissement Die.

## Geografie, Infrastruktur
Die vormalige Nationalstraße N 518 führt über Échevis. Nachbargemeinden sind Châtelus im Norden, Saint-Julien-en-Vercors (Berührungspunkt) im Nordosten, Saint-Martin-en-Vercors im Osten, La Chapelle-en-Vercors im Südosten, Saint-Laurent-en-Royans im Südwesten, Sainte-Eulalie-en-Royans im Westen und Pont-en-Royans im Nordwesten.

## Bevölkerungsentwicklung
| Jahr                       | 1962 | 1968 | 1975 | 1982 | 1990 | 1999 | 2008 | 2016 |
| -------------------------- | ---- | ---- | ---- | ---- | ---- | ---- | ---- | ---- |
| Einwohner                  | 46   | 41   | 36   | 47   | 36   | 52   | 57   | 48   |
| Quellen: Cassini und INSEE |      |      |      |      |      |      |      |      |

## Wirtschaft
Échevis ist eine der Ortschaften, in denen der Schimmelkäse Bleu du Vercors-Sassenage produziert wird.